# Chassalia densiflora
Chassalia densiflora är en måreväxtart som beskrevs av Cornelis Eliza Bertus Bremekamp. Chassalia densiflora ingår i släktet Chassalia och familjen måreväxter. Inga underarter finns listade i Catalogue of Life.